# Scopulomia
Scopulomia é um gênero de traça pertencente à família Arctiidae.